# Buick Rendezvous
Buick Rendezvous — середньорозмірний кросовер, який продавався Buick протягом 2002—2007 модельних років. Buick Rendezvous та Pontiac Aztek були спробою входження GM в сегмент кросоверів. Як чотиридверний кросовер з переднім двигуном та додатковим приводом на всі колеса (Versatrak), Rendezvous мав чотириступінчасту автоматичну коробку передач з двигуном V6. Позашляховик використовував ту саму платформу, що і мінівени GM з короткою базою Pontiac Montana та Chevrolet Venture.

## Двигуни
- 3.4 L LA1 V6
- 3.5 L LX9 V6
- 3.6 L LY7 V6

## Продажі
| рік  | США    |
| ---- | ------ |
| 2001 | 31,754 |
| 2002 | 61,468 |
| 2003 | 72,643 |
| 2004 | 60,039 |
| 2005 | 60,589 |
| 2006 | 45,954 |
| 2007 | 15,295 |